# Eugenia culminicola
Eugenia culminicola är en myrtenväxtart som beskrevs av Mcvaugh. Eugenia culminicola ingår i släktet Eugenia och familjen myrtenväxter. Inga underarter finns listade i Catalogue of Life.